# Liberi (Arisa)
Liberi è la versione italiana ufficiale della canzone Strong, colonna sonora del film Cenerentola, interpretata dalla cantante italiana Arisa e pubblicato come singolo il 13 marzo 2015 dalla Universal Music Group.

## Descrizione
La canzone è l'adattamento italiano del brano Strong, cantata da Sonna Rele e originariamente scritta da Patrick Doyle per il film Disney Cenerentola, uscito nelle sale a inizio 2015.

In merito alla sua partecipazione alla colonna sonora, Arisa ha dichiarato:
| Tutte le versioni ufficiali di "Liberi" | Tutte le versioni ufficiali di "Liberi" | Tutte le versioni ufficiali di "Liberi" | Tutte le versioni ufficiali di "Liberi" |
| Lingua                                  | Cantante                                | Titolo                                  | Traduzione                              |
| --------------------------------------- | --------------------------------------- | --------------------------------------- | --------------------------------------- |
| Francese                                | Anaïs Delva                             | "Toi"                                   | "Te"                                    |
| Inglese                                 | Sonna Rele                              | "Strong"                                | "Forte"                                 |
| Italiano                                | Arisa                                   | "Liberi"                                | "Liberi"                                |
| Russo                                   | Алсу (Alsou)                            | "Твой сон" ("Tvoj son")                 | "Il tuo sogno"                          |

## Tracce
1. Liberi – 3:14